# Agostino Signorini
Agostino Signorini (Ambra, 20 agosto 1879 – Bucine, 1928) è stato un politico italiano.

## Biografia
Iscritto al Partito Popolare Italiano, venne eletto alla Camera del Regno d'Italia nella XXV e nella XXVI legislatura per il collegio di Siena-Arezzo-Grosseto.
Fu sindaco di Bucine, comune della provincia di Arezzo.